# Festigny (Yonne)
Festigny es una localidad y comuna francesa situada en la región de Borgoña, departamento de Yonne, en el distrito de Auxerre y cantón de Coulanges-sur-Yonne.

## Demografía
| 148 | 179 | 191 | 204 | 285 | 269 | 266 | 286 | 282 | 269 | 275 | 300 | 300 | 304 | 270 | 231 | 216 | 195 | 201 | 192 | 136 | 165 | 149 | 169 | 144 | 139 | 107 | 73 | 90 | 62 | 75 | 69 | 75 |
| Para los censos de 1962 a 1999 la población legal corresponde a la población sin duplicidades (Fuente: INSEE [Consultar]) |     |     |     |     |     |     |     |     |     |     |     |     |     |     |     |     |     |     |     |     |     |     |     |     |     |     |    |    |    |    |    |    |